# Christophe Bruel
 (septembre 2022).
Pour les articles homonymes, voir Bruel.
Christophe Bruel est un apnéiste international français, né le 19 janvier 1974 à Toulon.
Vainqueur de nombreux titres et trophées, il détient le record du nombre de sélections en équipe nationale d'apnée avec la participation à 13 compétitions internationales (2022).

## Biographie
Né en 1974 à Toulon, il pratique la chasse sous-marine depuis son enfance. Il poursuit ses études notamment au sports études Rugby de la Grande Tourrache, où il est entrainé par Daniel Herrero et côtoie certains joueurs champions de France avec le rugby club Toulonnais en 1992.
En 2005 il participe à sa première compétition d’apnée et, en 2006, il est sélectionné en équipe de France après avoir remporté la coupe de France.
S’ensuit une longue carrière et un palmarès de plus de 150 médailles,,,,.
Après une coupure de 2017 à 2020, il revient sur le circuit courant 2021 pour se sélectionner en équipe de France AIDA 2022. Il participe ainsi aux championnats du monde piscine en Bulgarie (Burgas) courant Juin 2022 où il obtient un record de France en dynamique bi palmes. Cela porte à 13 son nombre de sélections en compétition internationale.

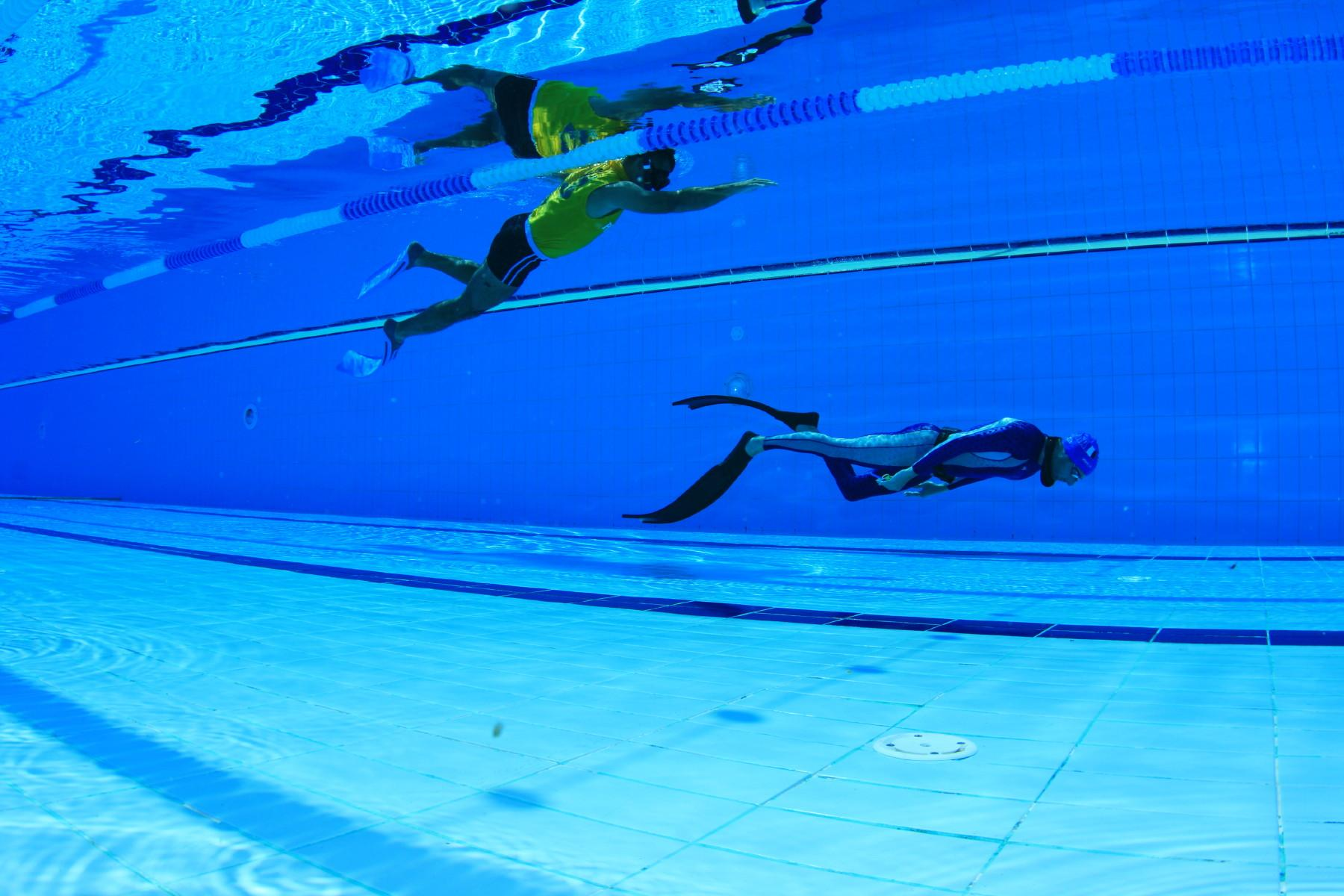
en Dynamique avec palmes, Turquie 2009

## Palmarès

### International
- 13 sélections en Équipe de France
- Membre de l'équipe de France AIDA (Association internationale pour le développement de l'apnée) d'apnée en 2007, 2009, 2012 (Europ Evolution), 2013, 2016, 2022
- Membre de l'équipe de France FFESSM (Fédération française d'études et de sports sous marins) d'apnée de 2006 à 2011, 2009 (Europ Evolution)
- 2 finales A : meilleure place obtenue de 6ème mondial
- -Médaille bronze en dynamique sans palmes à l’Europ Evolution 2009 11 (Lignano, Italie)
- Vainqueur de l’Europe Evolution 2012  (Médaille d’or en dynamique avec palmes et sans palmes)

### National
- Champion de France 2011 (combine et dynamique sans palmes).
- Vice-champion de France dynamique : 2007, 2008, 2009.
- Vainqueur de la coupe de France d’apnée[9] 2006, 2009, 2022[10], 2023[11]
- Vainqueur coupe de France dynamique avec palmes :2009.
- Vainqueur coupe de France dynamique sans palmes : 2008, 2009, 2012.
- Vainqueur coupe de France de statique : 2009, 2010.
- Champion régional 2008, 2012, 2017.
- Champion régional statique 2022[12].
- Champion inter-régional de dynamique 2014 [13], 2017.
- Champion départemental 2013, 2016, 2017 (dynamique sans palmes), 2020 (dynamique bi palmes), 2023 (statique, dynamique monopalme).
- Vainqueur des manches de coupe de France : Strasbourg 2008[14], Strasbourg 2009, Pierrelatte 2012.
- Vainqueur du trophée Loic Leferme 2009 (Dunkerque).

## Distinctions et records
- Record de France AIDA de dynamique bi palmes en 2022
- Meilleure performance AIDA France de dynamique bi palmes en 2021, battue deux fois.
- Recordman de France du Jump Blue (discipline appelée également "le cube").
- Recordman de qualifications au championnat de France (10 années d'affilée : 2006 à 2015, 2022).
- Meilleur français AIDA indoor depuis mars 2010 (série en cours au 1/6/22)[15].
- Médaillé d’honneur (or) de la ville de la Farlède en 2012.
- Récompensé par l’office des sports de la ville de Toulon.

### Liens externes

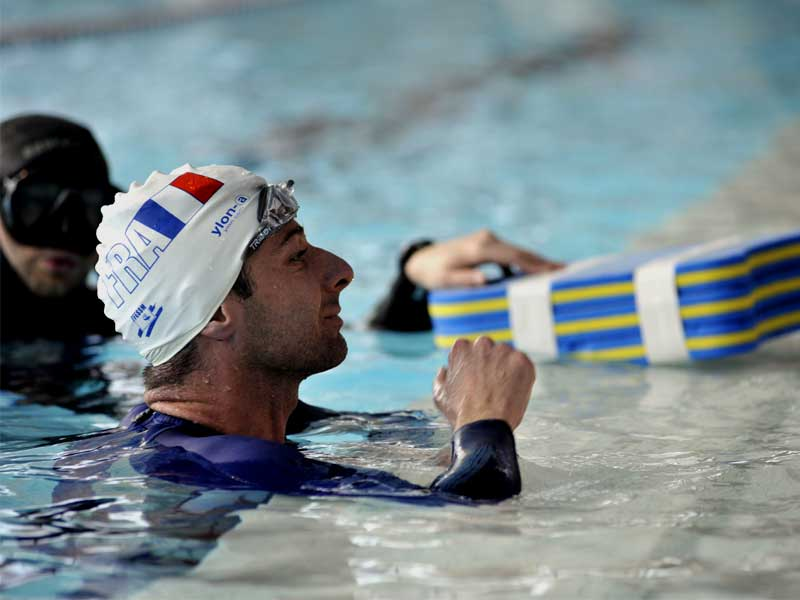
Sortie d'apnée dynamique, Le Pontet, 2009